# Ван Скивер, Итан
Итан Даниел Ван Скивер (англ. Ethan Daniel Van Sciver; род. 3 сентября 1974) — американский автор комиксов.

## Ранние годы
Итан родился 3 сентября 1974 года в Юте. Он рос вместе с младшим братом Ноа в Мерчантвилле на юге Нью-Джерси. Окончил среднюю школу Пеннсокена в одноименном тауншипе в 1992 году.
Ван Скивер решил работать в индустрии комиксов, после того как посмотрел в детстве фильм «Супермен» 1978 года. Углубился в их чтение он только в 1986 году, когда познакомился с ограниченной серией The Man of Steel Джона Бирна. Итан заявлял, что большое влияние на него оказала серия Fantastic Four vs. the X-Men (1987) от Крис Клэрмонта и Джона Богданова.

## Личная жизнь
По состоянию на август 2005 года Ван Скивер проживал в Орландо (Флорида). К маю 2015 года он жил в Северной Каролине, но собирался вернуться в Нью-Джерси к своей девушкой Андреа, с которой познакомился в восемнадцатилетнем возрасте.
Итан поддерживает Республиканскую партию.
Ранее он был мормоном.

## Награды и признание
В 2008 году Ван Скивер был номинирован на премию Айснера в категории «Best Penciller/Inker» за Green Lantern: Sinestro Corps. С 2010 по 2018 год он был послом Inkwell Award.

## Работы
- My Struggle (2007)
- 12 Rules for Life: An Antidote to Chaos by Jordan Peterson (2018)

### Splatto Comics
- Jawbreakers: Lost Souls TPB (2019)
- Jawbreakers: GØD-K1NG TPB (2019)

### ALL CAPS Comics
- Cyberfrog: Bloodhoney (2019)
- Cyberfrog: The Diary of Heather Swain (2019)
- Cyberfrog: Unfrogettable Tales #1-2 (2020)

### DC Comics
- 52 #39, 43 (2007—2008)
- 52 Aftermath:The Four Horsemen #1-6 (2008)
- Batman/Catwoman: Trail of the Gun #1-2 (2004)
- Batman and Robin Annual #1 (2013)
- Batman Incorporated Special #1 (2013)
- Batman: The Dark Knight vol. 2 #16-18, 21, 28-29 (2013—2014)
- Batman: The Dawnbreaker, one-shot (2017)
- Convergence #8 (2015)
- Countdown #28 (2007)
- DC Comics Presents: Impulse #1 (2011)
- DC Universe: Rebirth #1 (2016)
- DC Universe: Secret Origins #1 (2012)
- The Flash 80-Page Giant (Impulse) #1 (1998)
- The Flash: Iron Heights (2001)
- The Flash: Rebirth #1-6 (2009—2010)
- Fury of Firestorm: The Nuclear Men #1-10 (2012)
- Green Lantern vol. 4 #1-5, 9, #25 (2005—2008)
- Green Lantern vol. 5 #20, 43, Annual #1 (2012)
- Green Lantern/New Gods: Godhead #1 (2014)
- Green Lantern: Rebirth, miniseries, #1-6 (2004—2005)
- Green Lantern: Secret Files & Origins (2005)
- Green Lantern: Sinestro Corps Special #1 (2007)
- Green Lantern Corps: Edge of Oblivion #1-3 (2016)
- Green Lanterns: Rebirth (2016)
- Hal Jordan and the Green Lantern Corps: Rebirth (2016)
- Hal Jordan and the Green Lantern Corps #4-5, 8, 12, 15, 17, 22-25, 32, 38, 42, 45 (2016—2018)
- Hawkman vol. 4 #13 (2003)
- Impulse #41, 50-52, 54-58, 62-63, 65-67 (1998—2000)
- JLA Secret Files #3 (2000)
- Justice League vol. 2 #0 (2012)
- Justice Leagues: JL? (2001)
- Justice League of America vol. 2 #20 (2006)
- Justice Society of America #59-64 (2004)
- The New 52: Futures End (Free Comic Book Day) #0 (2014)
- Sinestro #15-16 (2015)
- Superman/Batman #28-30 (2006)
- Secret Origins 80-Page Giant (Wonder Girl) #1 (1998)
- Sensation Comics featuring Wonder Woman #1 (2014)
- Untold Tales of Blackest Night #1 (2010)
- War of the Supermen (Free Comic Book Day) #0 (2010)

### Hall of Heroes
- CyberFrog #1-2 (1994)
- Fuzzy Buzzard and Friends (1995)

### Harris Comics
- CyberFrog Vol 2 #0-4 (1996)
  - CyberFrog : Censored #1 (1996)
  - CyberFrog: Reservoir Frog #1-2 (1996)
  - CyberFrog vs Creed #1 (1997)
  - CyberFrog: 3rd Anniversary #1-2 (1997)
  - CyberFrog: The Origin — Ashcan Preview #1 (1997)
  - CyberFrog: Amphibionix #1 (1999)
- Vampirella: Crossover Gallery #1 (1997)
- Vampirella / Shadowhawk: Creatures of the Night (1995) #1

### Marvel Comics
- Deadpool Classics TPB The Day the World Got Ill #20
- Heroes Reborn: Remnants 1
- Heroes Reborn: The Return TPB 1
- New X-Men TPB 1-4
- New X-Men Omnibus (HC) 1
- X-Men (II) • New X-Men (I) • X-Men Legacy (I) #117-118, 123, 133
- Heroes Reborn Remnants #1 (2000)
- Heroes Reborn The Return #1 (1997)
- New X-Men #117-118, 123, 133 (2001—2002)
- Weapon X Omnibus (HC): The Return #1
- Weapon X TPB (I) #1
- Weapon X: The Draft — Wild Child (2002)
- Wolverine #179 (2002)

#### Обложки
- Heroes Reborn Remnants #1
- New X-Men TPB
- X-Men (II) • New X-Men (I) • X-Men Legacy (I) #124-125, 128, 130—131, 134, 146

### WildStorm
- Claw of the Conquered #1a, 1b (2006—2007)

### Wizard
- Entertainment, Wizard. Wizard How to Draw - TPB vol. 01 "The Best of Basic Training: Volume 1". — 2005. — ISBN 0976287404.
- Entertainment, Wizard. Wizard How to Draw - TPB vol. 02 "Heroic Anatomy". — 2005. — ISBN 0976287455.
- Wizard How to Draw - TPB vol. 03 "Character Creation". — 2005. — ISBN 0976287471.
- Wizard How to Draw - TPB vol. 04 "Storytelling". — 2005. — ISBN 0977861309.